# Zurobata irrecta
Zurobata irrecta là một loài bướm đêm trong họ Erebidae.